# Karl Otto Ludwig Theodat von und zu Gymnich

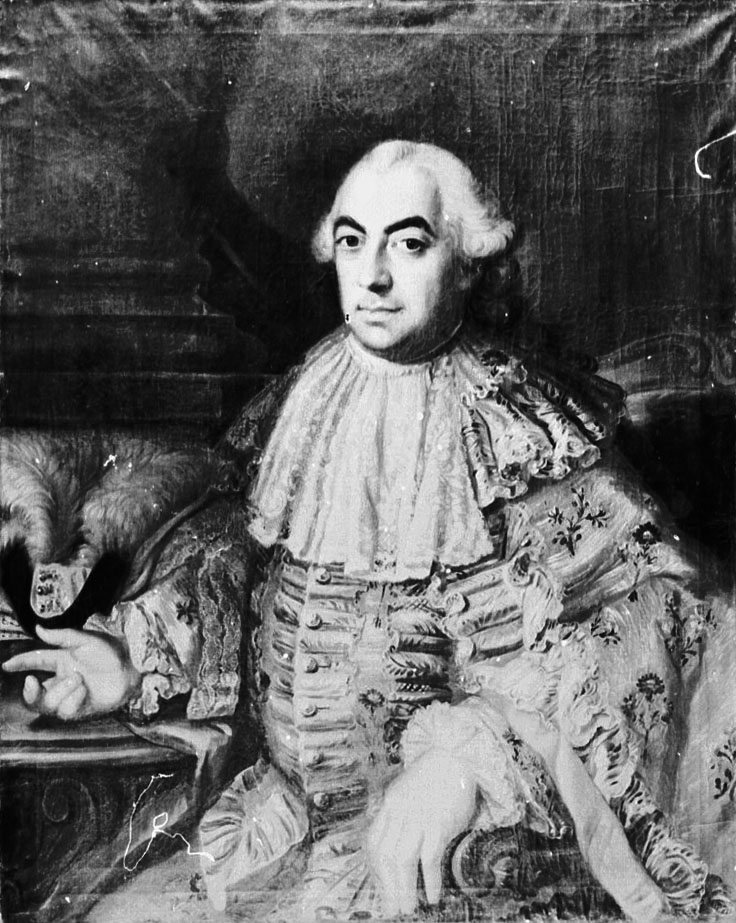
Carl Otto Ludwig Theodat, Freiherr von und zu Gymnich

Carl Otto Ludwig Theodat, Freiherr von und zu Gymnich, (* 1715; † 1785) war Hofratspräsident und Erster Staatsminister am Kurfürstlichen Hof zu Bonn. Er stammte aus dem rheinischen Ort Gymnich, heute Stadtteil von Erftstadt.

## Leben
Carl Otto Ludwig Theodat wurde als Sohn des als Hofrat und Obersilberer am kurkölnischen Hof wirkenden Maximilian Heinrich Freiherr von und zu Gymnich und dessen Frau Maria Franziska, Freiin von Loë zu Wissen, geboren. 1738 heiratete er Katharina Elisabeth Maria, Freiin von Franckenstein zu Ockstatt, mit der er acht Kinder hatte. Durch seinen Vater war er im Besitz des Familienschlosses Schloss Gymnich in Gymnich sowie mehrerer Ländereien: einem Drittel von Kleeberg, Rheindorf und Dürboslar. Er selbst erwarb im Laufe seines Lebens die Ländereien Vischel, Neurath, Nörvenich, Satzvey und Laurensberg. In Bonn besaß er den Gymnicher Hof am Vierecksplatz als Stadtpalais (heute Berliner Freiheit), den er 1754 erworben hatte. In Köln gehörte ihm der Gymnicher Hof am Neumarkt.
Unter dem Kurfürsten Clemens August wurde Carl Otto Ludwig Theodat erst Vizepräsident und ab 1753 Präsident des Hofrats. Dessen Nachfolger Maximilian Friedrich ernannte ihn 1784 zum Ersten Staatsminister, wodurch er die Nachfolge des so genannten „allmächtigen“ Ministers Caspar Anton von Belderbusch übernahm. Bereits seit 1779 war Carl Otto Ludwig Theodat zudem Geheimer Rat, Kriegsratpräsident, Direktor der jülischen Ritterschaft und Oberamtmann zu Liedberg. Er war eines der ersten Mitglieder der Freimaurerei in Bonn.
Er heiratete Katharina Elisabeth von und zu Frankenstein. Das Paar hatte zwei Söhne:
- Clemens August Ferdinand (1739–1806), Gouverneur von Mainz ⚭ Clementine von Velbrück
- Carl Anton Ferdinand (1749–1773)

## Belege
1. ↑  Michael Ladenburger: Ludwig van Beethovens Beziehungen zum heutigen Erftstadt. Jahrbuch der Stadt Erftstadt 2022, Stadt Erftstadt 2021; S. 7–24, hier S. 19–21.
2. 1 2 3  Matthias Weber: Erftstadt-Gymnich. J.P. Bachem Verlag, Köln 1984, ISBN 3-7616-0757-1, S. 279–282.